# Jonathan Frid
Pour les articles homonymes, voir Frid.
Jonathan Frid (Né John Herbert Frid) est un acteur canadien, né le 2 décembre 1924 à Hamilton, en Ontario, et décédé le 14 avril 2012 à Hamilton (Canada).
Il est connu mondialement pour son rôle du vampire Barnabas Collins dans la série Dark Shadows de 1966 à 1971 ainsi que son adaptation cinématographique en 1970 La Fiancée du vampire.

## Biographie
Né John Herbert Frid, il est le fils cadet de Isabella Flora (de son vrai nom McGregor), femme au foyer et de Herbert Percival Frid, cadre dans le bâtiment.

La vocation de Jonathan Frid commence très tôt, en fait à l'école préparatoire de l'Ontario au Canada. Durant la seconde guerre mondiale, il s'embarque pour la marine et devient marin auprès de la Royal Canadian Navy. Après avoir suivi des études supérieures à l'Universite MacMaster en 1948, il poursuit en Angleterre à la Royal Academy of Dramatic Art de Londres sa carrière d'acteur et obtient un Master de mise en scène à Yale en 1957 lorsqu'il déménage pour les États-Unis. Après avoir joué dans de nombreuses pièces de théâtre en Angleterre, il revient sur les planches aux États-Unis pour une tournée nationale. La majorité des rôles qu'il a sur scène lui vaut de travailler sur des projets à Broadway. Il utilise alors son nom de scène en 1962 : Jonathan Frid. Ses premiers rôles à la télévision sont pour la chaîne canadienne CBC dans des productions sur des classiques de la littérature que sont Vingt Mille Lieues sous les mers ou Jules César, sans oublier Le Portrait de Dorian Gray.

En 1967, il est choisi pour le rôle qui le fera connaître à travers le monde, celui de Barnabas Collins dans la série Dark Shadows. Un rôle qu'il jouera jusqu'en 1971, année de l'annulation de la série. Après cet intermède, il reviendra au théâtre. En 1986, sa prestation dans l'adaptation d'Arsenic et Vieilles dentelles aux côtés de Jean Stapleton lui vaut un succès critique considérable et le succès de la pièce durera plus de dix mois à l'affiche à travers les États-Unis. Cette même année, il fonde sa propre compagnie de production théâtrale, Clunes Associates, lui permettant de faire de nombreuses productions à travers le Canada et les États-Unis.

La compagnie changeant de nom en Charity Associates, il perçoit des fonds pour les œuvres caritatives jusqu'en 1994, année de sa retraite. Il fait son retour sur les planches en juin 2000 avec la pièce Mass Appeal au Festival de Stirling en Ontario. En plus de ses diverses apparitions dans des pièces, il participe aussi aux conventions et autres organisations sur la série qui l'a rendu célèbre. Il ne s'est jamais marié et n'a jamais eu d'enfants, estimant que la vie d'un acteur est souvent faite d'insécurité et de problèmes d'argent et qu'il ne voulait pas de cette vie pour des enfants ou une épouse. Il s'est éteint le 14 avril 2012 d'une pneumonie peu avant la sortie du film de Tim Burton Dark Shadows dans lequel il faisait un caméo en tant qu'invité.

## Filmographie

### Cinéma
- 1970 : La Fiancée du vampire (House of Dark Shadows) de Dan Curtis : Barnabas Collins
- 1974 : La Reine du mal (Seizure) de Oliver Stone : Edmund Blackstone
- 2012 : Dark Shadows de Tim Burton : Un invité au bal

### Télévision
- 1960 : Play of the Week : rôle sans nom
- 1961 : Golden Showcase : Mercutio
- 1966-1971 : Dark Shadows : Barnabas Collins / Bramwell Collins
- 1973 : La fille du Diable (The Devil's Daughter) de Jeannot Szwarc : Monsieur Howard